# San Yun
San Yun, także Sam Yun (khmerski សាន យន់; ur. 1905 w prowincji Poŭrsăt, zm. 1974 lub 17 kwietnia 1975) – kambodżański polityk, premier Kambodży od 26 października 1956 do 9 kwietnia 1957.
Należał do partii Sangkum. Od listopada 1955 do stycznia 1956 był ministrem spraw wewnętrznych i obrony, a od października 1956 do stycznia 1957 przejął te same resorty oraz dyplomację, w styczniu 1957 zaś przeszedł z ministerstwa spraw zagranicznych do ministerstwa ekonomii. Jednocześnie pełnił funkcję premiera. Po odrzuceniu dwóch członków gabinetu podał się do dymisji w grudniu 1956. W styczniu 1957 sformował nowy gabinet, lecz w kwietniu zastąpił go osobiście książę Norodom Sihanouk. W 1966 został sekretarzem generalnym partii.